# 박동익 (1939년)
박동익(朴東翊, 1939년 4월 15일 ~ )은 대한민국의 공무원, 지방자치단체장이다. 강화군수, 김포군수, 경기도 북부출장소 부소장을 역임했다. 충청남도 아산군 온양 출신.

## 경력
- 1963년 경기도 고양군 사방관리소
- 파주군청 재무과장
- 경기도 광주군 부군수
- 안산시청 총무국장
- 경기도청 농정국 농수산물유통과장
- 1993년 2월 11일 ~ 1994년 3월 17일 경기도청 상정과장
- 1994년 3월 18일 ~ 1994년 5월 18일 경기도청 건설국 지역계획과장
- 1994년 5월 19일 ~ 1994년 12월 29일 경기도청 기획관리실 공보관
- 1994년 12월 30일 ~ 1995년 3월 1일 경기도 강화군수
- 1995년 3월 1일 ~ 1995년 3월 28일 인천광역시 강화군수
- 1995년 3월 29일 ~ 1995년 6월 30일 경기도 김포군수
- 1995년 7월 29일 ~ 1997년 1월 26일 오산시 부시장
- 1997년 1월 27일 ~ 1998년 3월 24일 하남시 부시장
- 1998년 3월 25일 ~ 1998년 9월 경기도 북부출장소 부소장

## 학력
- 온양중학교
- 천안농업고등학교
- 건국대학교 법학과 졸업(법학 학사)